# 5614 (année hébraïque)
5614 (hébreu : ה'תרי"ד , abbr. : תרי"ד) est une année hébraïque qui a commencé à la veille au soir du 3 octobre 1853 et s'est finie le 22 septembre 1854. Cette année a compté 355 jours. Ce fut une année simple dans le cycle métonique, avec un seul mois de Adar. Ce fut une année de chemitta.

## Calendrier
Ce calendrier hébraïque de l'année 5614 donne les correspondances avec les dates du calendrier grégorien.
Le premier nombre dans chaque case correspond au jour du mois hébraïque. Les jours en couleurs sont des jours remarquables juifs .
| ◄◄ | 5614 | ►► |

## Décès
5609 - 5610 - 5611 - 5612 - 5613 - 5614 - 5615 - 5616 - 5617 - 5618 - 5619